# ماريو فييرا دي كارفاليو
ماريو فييرا دي كارفاليو (بالبرتغالية: Mário Vieira de Carvalho‏) هو عالم اجتماع وأستاذ جامعي برتغالي، ولد في 7 أكتوبر 1943 في قلمرية في البرتغال.